# Новоарамейська Вікіпедія
Новоарамейська Вікіпедія (новоарам. ܘܝܩܝܦܕܝܐ) — розділ Вікіпедії новоарамейськими мовами. Створена у 2004 році. Новоарамейська Вікіпедія станом на 26 березня 2025 року містить 1912 статей, 22 229 зареєстрованих користувачів, 23 активних дописувачів, 2 адміністраторів
. Загальна кількість сторінок в новоарамейській Вікіпедії — 6554, редагувань — 96 914, мультимедійні файли відсутні
. Глибина (рівень розвитку мовного розділу) новоарамейської Вікіпедії середня і становить 87.2 пунктів
. 

## Історія
- Жовтень 2009 — створена 1 000-на стаття[3].